# 링크스 엑스선 천문대
링크스 엑스선 관측선은 NASA가 2035년 발사 예정인 X선을 관측하는 우주망원경이다. 목적은 우주배경복사 관측, 별의 인생, 은하 관측, 은하 운동과 형태 더 자세히 조사하는 것 등이 있다. 현재 플래그쉽 프로그램에 편입되었다. 목적은 찬드라 엑스선 관측선의 후계자로 여러 X선 천체들을 관측하는 것이 목적이다.

## 역사와 제작배경
2016년 NASA는 플래그쉽 프로그램으로 HabEx, LUVOIR, 링크스 엑스선 관측선, OST를 최종후보로 택했다. 그 후 이름이 Lynx(살쾡이)로 정해졌다. 현재 설계 중에 있으며, 플래그쉽 프로그램에 편입되어 본격적인 설계가 진행되고 있다. 예산배정은 일부 배정되었고, 앞으로 더 배정할 예정이다.

## 과학장비
주경:X선을 모을 수 있게 도와주는 것이 목적이다.
X선 분광기:X선을 관측할 수 있게 도와주는 것이 목적이다.
태양전지:태양전지로 우주망원경에 전기를 공급하는 것이 목적이다.

## 발사
발사는 2035년 미국에서 할 예정이다. 더 자세한 건 2020년까지 정해질 예정이다.

## 지원, 개발, 투자
- NASA
- JPL
- 록히드마틴
- MSFC